# Poczekaj (Biłgoraj)
Poczekaj – północna część miasta Biłgoraja, położona wśród lasów wzdłuż ulicy Radzięckiej.